# Lee Hu-rak
Lee Hu-rak (* 23. Februar 1924; † 31. Oktober 2009) war Direktor des Geheimdienstes in Südkorea von 1970 bis 1973.
Lee Hu-rak war die rechte Hand des ehemaligen Präsidenten Park Chung-hee. Er reiste 1972 heimlich nach Nordkorea, um mit dem damaligen Staatschef Kim Il-sung ein interkoreanisches Abkommen zu vereinbaren, im englischen genannt July 4 South-North Joint Communique.
Lee wurde 1979 in die Gukhoe, die Nationalversammlung Südkoreas, gewählt, aber 1980 wegen Korruptionsvorwürfen von politischen Aktivitäten ausgeschlossen. Obwohl 1985 die Beschuldigungen zurückgenommen wurden, blieb er bis zu seinem Tod 2009 außerhalb der Politik.
Lee starb im Alter von 85 Jahren und hinterließ eine Tochter und sechs Söhne.